# Diaphania infimalis
Diaphania infimalis is een vlinder uit de familie van de grasmotten (Crambidae), uit de onderfamilie van de Spilomelinae. De wetenschappelijke naam van deze soort is voor het eerst voorgesteld als Phakellura infimalis door Achille Guenée in een publicatie uit 1854. De voorvleugellengte bedraagt 13 millimeter.

## Verspreiding
De soort komt voor in het zuiden van de Verenigde Staten, Mexico, Guatemala, Belize, Bahama's, Cuba, Frans Guyana, Guadeloupe, Jamaica, Panama, Venezuela, Bolivia.